# Joseph Schumpeter
Joseph Alois Schumpeter (født 8. februar 1883, død 8. januar 1950) var en østrigsk økonom.
Schumpeter blev født i Triesch i det daværende Østrig-Ungarn (nuværende Tjekkiet) og studerede retsvidenskab 1901-1906 i Wien under Eugen von Böhm-Bawerk. Han blev 1909 professor i antropologi ved universitetet i Czernowitz i det østrigske kronland Bukovina (nu i Ukraine) og i 1911 ved universitetet i Graz, hvor han blev til afslutningen af Første Verdenskrig. 1919-1920 var han østrigsk finansminister og 1920-1924 var han præsident for Biederman Bank. 1925-1932 var han professor ved universitetet i Bonn, hvorefter han flyttede til USA og underviste på Harvard-universitetet frem til 1950.
Joseph Schumpeter er berømt for sine teorier om entrepeneurs (The Theory of Economic Development, 1911) samt sin udvikling af begreberne kreativ/adaptiv respons og kreativ destruktion. Han mente, der er to måder, hvorpå man kan reagere, når der sker en ændring/udvikling: Adaptivt eller kreativt. Med adaptivt forstås, at man reagerer traditionelt -man tilpasser sig ændringen. Med en kreativ respons forstås, at man reagerer ved at gøre noget andet, end man umiddelbart kunne forvente -noget andet end man plejer at gøre. En kreativ respons kan med andre ord ikke forudses, og vil skabe (ændre) de efterfølgende begivenheder for altid.
Med kreativ destruktion forstås, at introduktionen af et nyt produkt ikke kun medfører en tilvækst af nye arbejdspladser, men også at eksisterende jobs kan gå tabt; f.eks. medførte opfindelsen af bilen at markedet for hestevogne og de dertil relaterede jobs forsvandt.

## Forfatterskab
- "Über die mathematische Methode der theoretischen Ökonomie", 1906, ZfVSV.
- "Das Rentenprinzip in der Verteilungslehre", 1907, Schmollers Jahrbuch.
- Wesen und Hauptinhalt der theoretischen Nationalökonomie (transl. The Nature and Essence of Theoretical Economics), 1908.
- "Methodological Individualism", 1908,[3]
- "On the Concept of Social Value", 1909, QJE.
- Wie studiert man Sozialwissenschaft, 1910 (transl. by J.Z. Muller, "How to Study Social Science", Society, 2003).
- "Marie Esprit Leon Walras", 1910, ZfVSV.
- "Über das Wesen der Wirtschaftskrisen", 1910, ZfVSV.
- Theorie der wirtschaftlichen Entwicklung (transl. 1934, The Theory of Economic Development: An inquiry into profits, capital, credit, interest and the business cycle) 1911.
- Economic Doctrine and Method: An historical sketch, 1914.[4]
- "Das wissenschaftliche Lebenswerk Eugen von Böhm-Bawerks", 1914, ZfVSV.
- Vergangenkeit und Zukunft der Sozialwissenschaft, 1915.
- The Crisis of the Tax State, 1918.
- "The Sociology of Imperialisms", 1919, Archiv für Sozialwissenschaft und Sozialpolitik [5]
- "Max Weber's Work", 1920, Der österreichische Volkswirt.
- "Carl Menger", 1921, ZfVS.
- "The Explanation of the Business Cycle", 1927, Economica.
- "Social Classes in an Ethnically Homogeneous Environment", 1927, Archiv für Sozialwissenschaft und Sozialpolitik.[5]
- "The Instability of Capitalism", 1928, EJ.
- Das deutsche Finanzproblem, 1928.
- "Mitchell's Business Cycles", 1930, QJE.
- "The Present World Depression: A tentative diagnosis", 1931, AER.
- "The Common Sense of Econometrics", 1933, Econometrica.
- "Depressions: Can we learn from past experience?", 1934, in Economics of the Recovery Program
- "The Nature and Necessity of a Price System", 1934, Economic Reconstruction.
- "Review of Robinson's Economics of Imperfect Competition", 1934, JPE.
- "The Analysis of Economic Change", 1935, REStat.
- "Professor Taussig on Wages and Capital", 1936, Explorations in Economics.
- "Review of Keynes's General Theory", 1936, JASA.
- Business Cycles: A theoretical, historical and statistical analysis of the Capitalist process, 1939. Arkiveret 3. september 2014 hos  Wayback Machine Vol. 2
- "The Influence of Protective Tariffs on the Industrial Development of the United States", 1940, Proceedings of AAPS.
- "Alfred Marshall's Principles: A semi-centennial appraisal", 1941, AER.
- "Frank William Taussig", 1941, QJE.
- Capitalism, Socialism and Democracy, 1942.
- "Capitalism in the Postwar World", 1943, Postwar Economic Problems.
- "John Maynard Keynes", 1946, AER.
- "The Future of Private Enterprise in the Face of Modern Socialistic Tendencies", 1946, Comment sauvegarder l'entreprise privée
- Rudimentary Mathematics for Economists and Statisticians, with W.L .Crum, 1946.
- "Capitalism", 1946, Encyclopædia Britannica.
- "The Decade of the Twenties", 1946, AER.
- "The Creative Response in Economic History", 1947, JEH.
- "Theoretical Problems of Economic Growth", 1947, JEH.
- "Irving Fisher's Econometrics", 1948, Econometrica.
- "There is Still Time to Stop Inflation", 1948, Nation's Business.
- "Science and Ideology", 1949, AER.
- "Vilfredo Pareto", 1949, QJE.
- "Economic Theory and Entrepreneurial History", 1949, Change and the Entrepreneur.
- "The Communist Manifesto in Sociology and Economics", 1949, JPE.
- "English Economists and the State-Managed Economy", 1949, JPE.
- "The Historical Approach to the Analysis of Business Cycles", 1949, NBER Conference on Business Cycle Research.
- "Wesley Clair Mitchell", 1950, QJE.
- "March into Socialism", 1950, AER.
- Ten Great Economists: From Marx to Keynes, 1951.[6]
- Imperialism and Social Classes, 1951 (reprints of 1919, 1927)
- Essays on Economic Topics, 1951.
- "Review of the Troops", 1951, QJE.
- History of Economic Analysis, (published posthumously, ed. Elisabeth Boody Schumpeter), 1954.
- "American Institutions and Economic Progress", 1983, Zeitschrift fur die gesamte Staatswissenschaft
- "The Meaning of Rationality in the Social Sciences", 1984, Zeitschrift fur die gesamte Staatswissenschaft
- "Money and Currency", 1991, Social Research.
- Economics and Sociology of Capitalism, 1991.